# Тихое безумство
«Тихое безумство» — американский слэшер 1984 года режиссёра Саймона Начтерна. Один из более поздних фильмов возрождения в 3D-формате 1980-х годов, «Тихое безумие», был снят с помощью системы 3D-камер ArriVision.

## Сюжет
Фильм начинается с того, что некий Хоуард Джонс был выпущен из психиатрической лечебницы. Доктор Джоан Гилмор позднее выясняет, что это было сделано ошибочно и отправляется на поиски Джонса. Следы приводят её в небольшой городок, в котором есть женское общежитие. В этом общежитии двадцать лет назад произошла резня, в ходе которой были убиты пять студенток. Убийцей был, как нетрудно догадаться, тот самый Хоуард Джонс. И теперь он вернулся чтобы отомстить за годы, проведенные в лечебнице.

## В ролях
- Айелло, Рик — Michael
- Бингхэм, Джеффри — John Howard
- Булл, Кэти — Cheryl
- Гринен, Дэвид — Mark McGowan
- Кук, Родерик — Dr. Kruger
- Кэми, Кэтрин — Jane
- Леви, Филип — Jesse
- Линдфорс, Вивека — Mrs. Collins
- Лоу, Станья — Dr. Anderson
- Лэссик, Сидни — Sheriff Liggett
- Маркс, Солли — Howard Johns
- Монтгомери, Белинда — Dr. Joan Gilmore
- Нюйс, Эд Ван — Dr. Van Dyce
- Хартман, Тори — Pam
- Хелфенд, Дэннис — Virgil

## Критика
Фильм получил негативную реакцию критиков. Отмечается среди прочего размытость некоторых сцен. В фильме присутствует эпизод с топором брошенным в зрителей. Он был снят техникой фотоперекладки, а по этому смотрится мультипликационно и вызывает скорее смех, чем ужас.